# Josef Tal

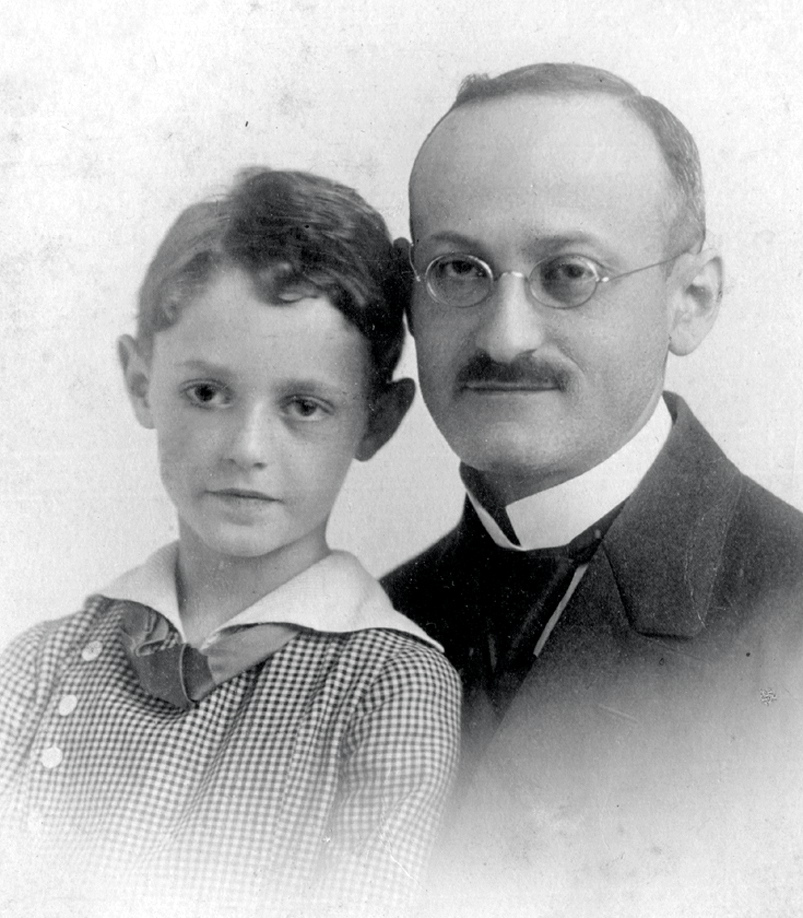
Josef Tal z ojcem – Juliuszem Grünthalem, 1917

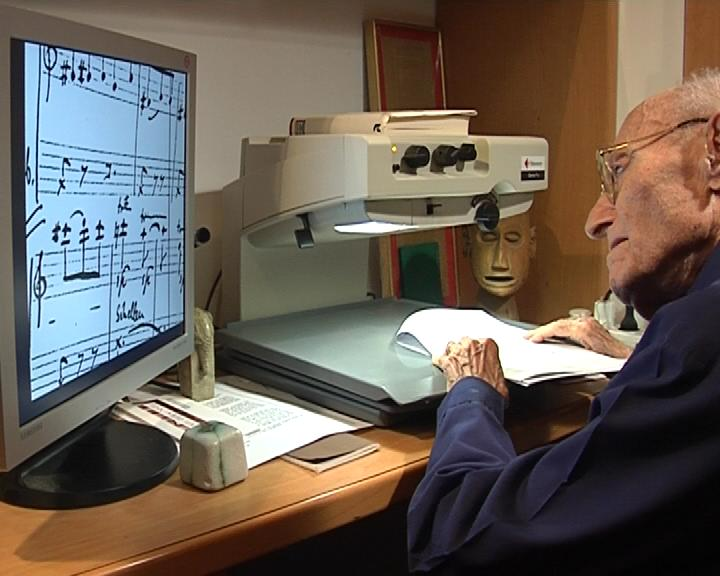
Tal sprawdza rękopisy partytur, 2006

Josef Tal (hebr.: יוסף טל), właśc. Joseph Grünthal (ur. 18 września 1910 w Pniewach, zm. 25 sierpnia 2008 w Jerozolimie) – izraelski pianista, kompozytor i pedagog.

## Życiorys
Przyszedł na świat jako Joseph Grünthal, syn Ottili i rabina Juliusza Grünthala. Jego rodzinne Pniewy były wówczas (1910) w zaborze pruskim. Wkrótce po jego urodzinach rodzina przeniosła się do Berlina. To właśnie tam Josef ukończył (w 1931) studia w Wyższej Szkole Muzycznej. W 1932 ożenił się tancerką Rosie Löwenthal (rozwód w 1937). Niedługo później naziści doszli w Niemczech do władzy, w wyniku czego Tal zdecydował się opuścić Berlin i wyjechał do Palestyny (w 1934).
W 1937 Tal został profesorem fortepianu i kompozycji w Jerozolimskiej Akademii Muzycznej. W latach 1948÷1953 pełnił tam funkcję dyrektora. W 1965 został profesorem Wydziału Muzycznego Hebrajskiego Uniwersytetu w Jerozolimie oraz twórcą Instytutu Muzyki Elektronicznej. W 1940 ożenił się z rzeźbiarką, Polą Pfeffer.
Umarł w 2008 w wieku 97 lat w Jerozolimie. Pochowany został w Ma’ale ha-Chamisza niedaleko Jerozolimy.

## Dorobek artystyczny
W dorobku muzycznym Josefa Tala są 3 balety, 8 oper ("Saul w Ein Dor", "Amnon i Tamar" , "Ashmedai", "Masada 967", "Kuszenie", "Wieża", "Ogród", "Józef"), 6 symfonii, 2 koncerty na klarnet, koncert na skrzypce i altówkę, koncert na harfę, klawesyn, altówkę, dzieła muzyki kameralnej, psalmy, oratoria i kantaty. Stworzył również kołysankę Bonne Nuit.

## Nagrody i odznaczenia
- 1949 Nagroda Miasta Tel Awiw-Jafa
- 1957/1958 Nagroda UNESCO za działalność w dziedzinie muzyki elektronicznej
- 1958 Nagroda Miasta Tel Awiw
- 1969 Członkostwo Akademii Sztuki w Berlinie
- 1970 Nagroda Izraela za muzykę
- 1975 Nagroda Miasta Berlina
- 1977 Nagroda Miasta Tel Awiw
- 1981 Zagraniczne Honorowe Członkostwo w American Academy and Institute of Arts and Letters
- 1982/1983 Wissenschaftskolleg zu Berlin (Niemcy)
- 1982 Nagroda Wolfa
- 1985 Krzyż Zasługi I Klasy Orderu Zasługi Republiki Federalnej Niemiec

Komandor Orderu Sztuki i Literatury (Francja)
- 1993 Doktorat Doctor honoris causa Uniwersytetu Tel Awiwu
- 1995 Johann-Wenzel-Stamitz-Förderungspreis der Künstlergilde (Niemcy)

Nagroda ACUM (Societe D'auteurs, Compositeurs et Editeurs de Musique en Israel)
Nagroda Miasta Jerozolimy (Yakir Yerushalayim)
- 1996 Doktorat honoris causa Hochschule für Musik und Theater w Hamburgu
- 1998 Doktorat honoris causa Hebrajskiego Uniwersytetu w Jerozolimie

## Publikacje książkowe
Autobiografie
- Der Sohn des Rabbiners. Ein Weg von Berlin nach Jerusalem (The Son of the Rabbis: A Way from Berlin to Jerusalem) ISBN 3-88679-123-8 (1985)
- Reminiscences, Reflections, Summaries Retold in Hebrew by Ada Brodsky, Carmel, ISBN 965-407-162-2 (1997)
- Tonspur – Auf der Suche nach dem Klang des Lebens (On Search for the Sound of Life), ISBN 3-89487-503-8 (2005)

Książki z zakresu teorii muzyki
- Basics of Music Theory, (wyd. po hebrajsku) Benno Balan, 1944
- Introduction to the Theory of Musical Form, (wyd. po hebrajsku) Merkaz Letarbut Vehasbara, 1951.
- Musica Nova in the Third Millennium – Behind the Scenes of Music Theory, Izraelski Instytut Muzyki, 2002, Cat No. 1018E, ISBN 965-90565-0-8

Eseje
- The Impact of the Era on the Interrelation Between Composer, Performer and Listener. Music in Time
- Rationale und Sensitive Komponenten des „Verstehens”
- Musik auf Wanderung – Querschnitte zwischen Gestern und Morgen
- Wagner und die Folgen in der Musik des 20. Jahrhunderts
- Der Weg einer Oper
- Gedanken zur Oper Ashmedai, in Ariel – Berichte zur Kunst und Bildung in Israel
- Music, Hieroglyphics and Technical Lingo in The World of Music
- Ein Mensch-zu-Mensch-Erlebnis im Wissenschaftskolleg Berlin ISBN 3-7758-1311-X.

## Źródła i przypisy
- Hasło napisano na podstawie noty biograficznej w Wirtualnych Pniewach: „Josef Tal izraelski kompozytor z pniewskimi korzeniami” autorstwa Jakuba Kajzderskiego [dostęp: 2009-09-18]
- Przy tworzeniu hasła wykorzystano również informacje z en.wikipedii